# Euxoa latebra
Euxoa latebra är en fjärilsart som beskrevs av Benjamin 1936. Euxoa latebra ingår i släktet Euxoa och familjen nattflyn. Inga underarter finns listade i Catalogue of Life.